# Chiesa di Santa Maria dei Miracoli (Ragusa)
La chiesa di Santa Maria dei miracoli è un luogo di culto di Ragusa Ibla.

## Storia
Il tempio secondo la tradizione, fu edificato intorno alla metà del XVII secolo, in seguito alla scoperta di una immagine della Madonna col Bambino. 
Il rinvenimento dell'icona fu considerato un avvenimento miracoloso e diede impulso all'iniziativa per la costruzione di un tempio in onore della Madonna.

## Stile
La chiesa rimase tuttavia incompleta, manca, infatti, di un'adatta copertura probabilmente immaginata con una volta a padiglione e i prospetti mancano del secondo ordine.
Ciò nonostante la chiesa rappresenta un illustre esempio di un barocco atipico rispetto allo standard ibleo, ciò fa ipotizzare che il progettista fosse venuto probabilmente in contatto con gli ambienti del barocco romano.
Molto particolare è difatti la pianta ad ottagono allungato e raffinati ed originali gli intagli delle tre porte d'ingresso.
La chiesa fu chiusa al culto nel 1951 e gli arredi furono trasferiti nel duomo di San Giorgio, tra essi un dipinto che riproduce la Madonna col Bambino ritratta con un santo vescovo ed un santo monaco.

## Galleria d'immagini

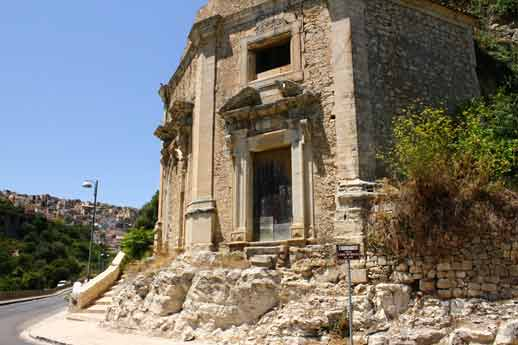
Facciata
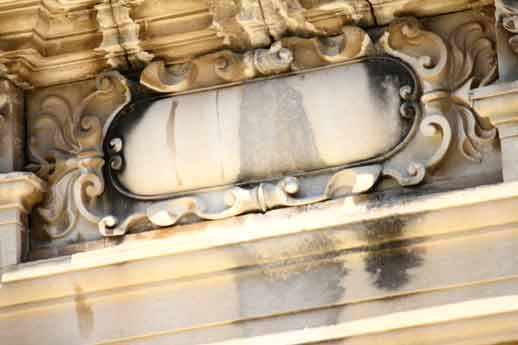
Particolare
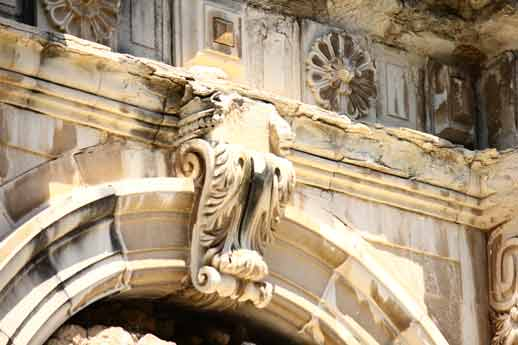
Particolare
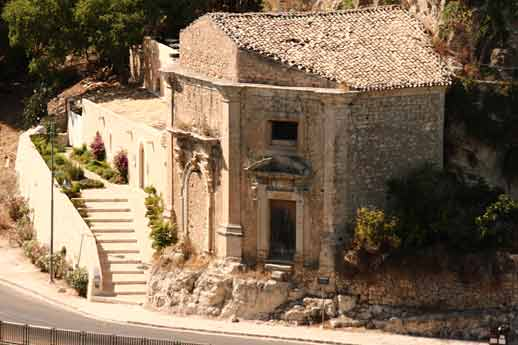
Panoramica